# Iriški Venac

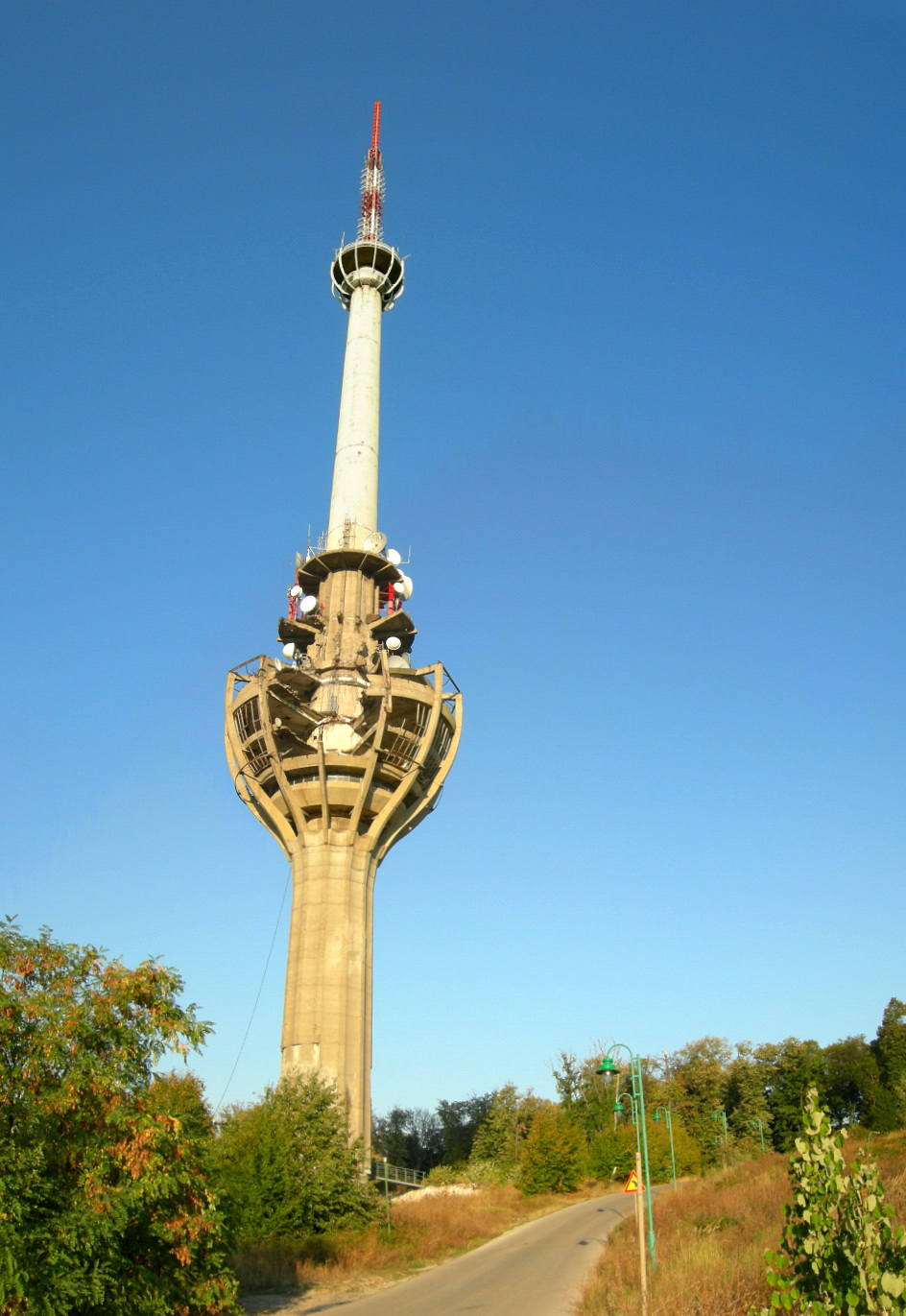
Televizní vysílač na jednom z vrcholů Iriškog Venca

Iriški Venac (v srbské cyrilici Иришки Венац) je část pohoří Fruška gora ve Vojvodině, v Srbsku. Nachází se v centrální části pohoří. 15 km severně se nachází Novi Sad, 7 km jižně pak obec Irig, podle níž má také svůj název. 
Má několik vrcholů; na nejvyšším (516 m n. m.) byla vybudována televizní věž a hotel Norcev. Vysílač byl v roce 1999 bombardován letouny NATO. Byl značně poškozen, avšak i v současné době funguje. Bomby, které byly na vysílač svrženy, totiž neprošly celou železobetonovou konstrukcí, ale pouze její částí.
Na druhém (502 m) byl v roce 1951 vybudován partyzánský památník podle návrhu Sretena Stojanoviće. Jeho okolí pak bylo upraveno aby připomínalo spíše anglický park, než původní les. V blízkosti památníku se nachází turistické centrum národního parku Fruška Gora.
Iriški Venac je také významným turistickým cílem, dostupným především z nedalekého Nového Sadu. K oběma vrcholům jsou vedeny četné značené turistické trasy.
Nedaleko od Iriškého věnce se nachází sedlo (442 m n. m.), kterým je vedena důležitá silnice spojující Novi Sad s městem Ruma a dálnicí Bělehrad - Záhřeb. Sedlo je již delší dobou dopravně přetíženo, proto je pohořím Fruška Gora kolmo k jeho ose v místě sedla budován silniční tunel. 